# 腋花芥
腋花芥（学名：Parryodes axilliflora）为十字花科腋花芥属下的一个种。